# Vadstena
Vadstena je sídelní město stejnojmenné komuny, leží u jezera Vättern v provincii a kraji východní Gotland, ve Švédsku. V letech 1974 až 1979 bylo město součástí kommuny Motala. V roce 2020 mělo 5734 obyvatel, s připojenými obcemi přes 7000. Městem je od roku 1400, kdy městská privilegia udělila královna Markéta I. Dánská.

## Historie a památky

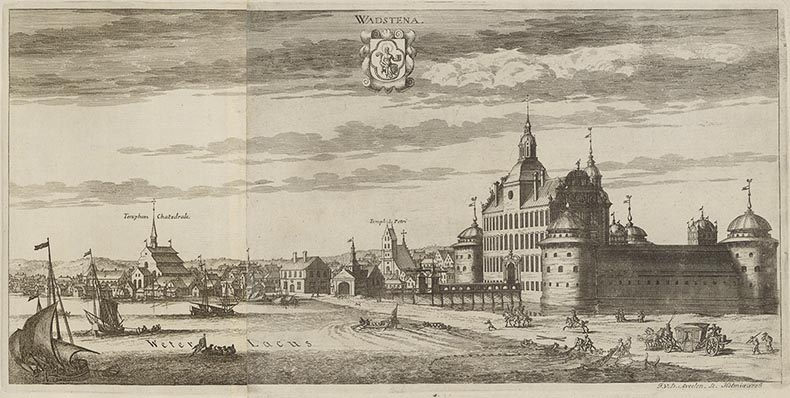
Vadstena kolem roku 1700

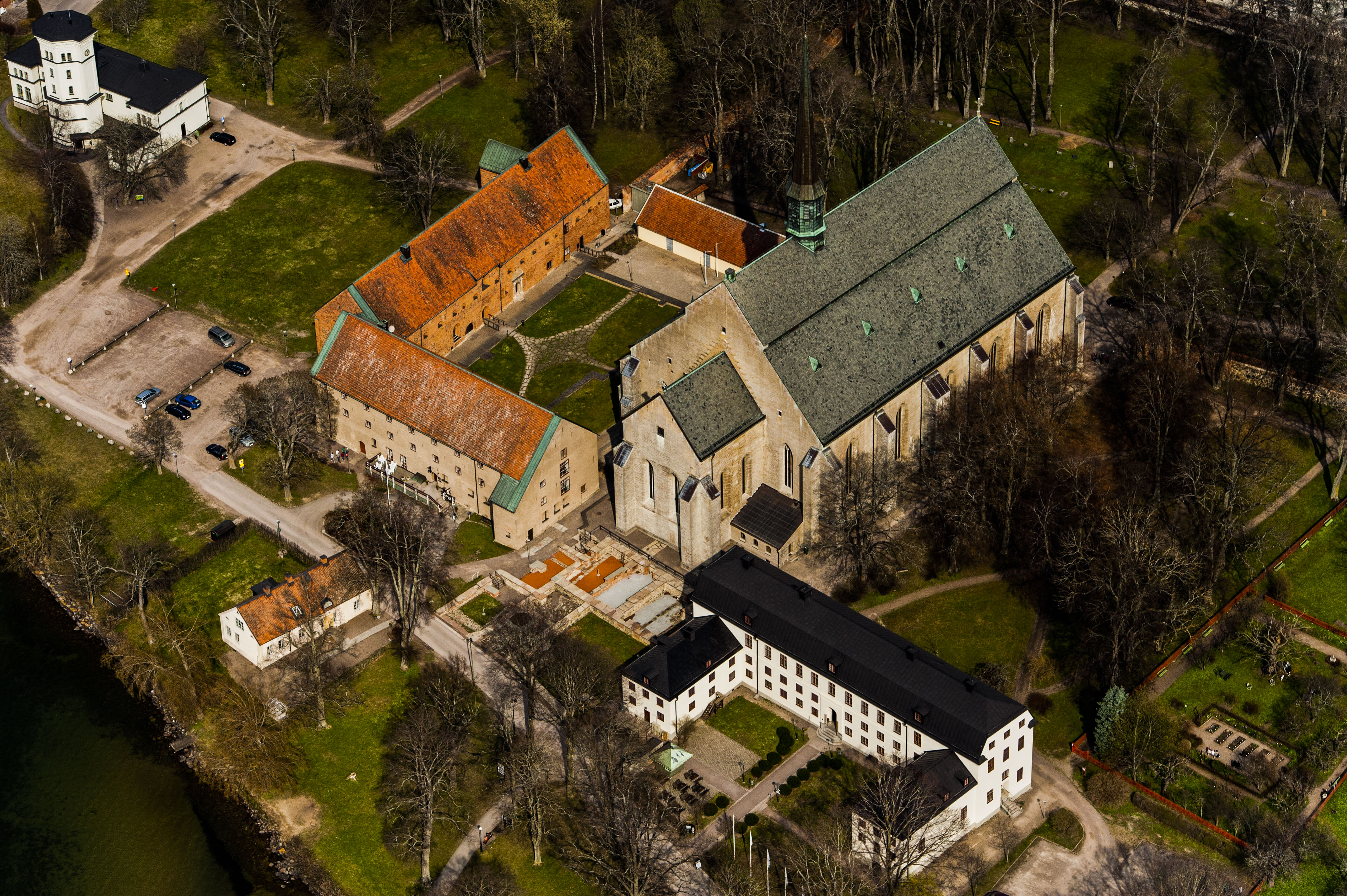
Klášter

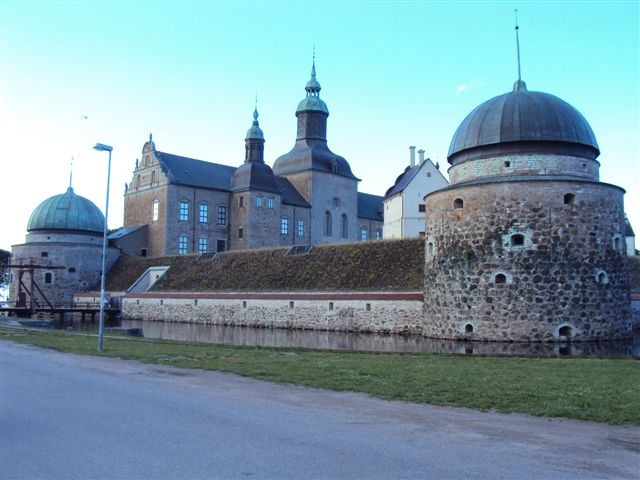
Opevnění hradu a města

Území města a jeho okolí byly osídleny již v době železné. Archeologické doklady svědčí  o farmě z 11. století. Ve 12. století byl na tomto místě postaven dosud dochovaný románský kostel s červenou věží. Kolem roku 1250 vznikl románsko-gotický palác švédského politika Jarla Birga (asi 1210-1266), nejstarší cihlová profánní stavba ve Švédsku, která od roku 1646 sloužila jako invalidovna pro vojenské veterány a nyní je v ní klášterní muzeum. 
Od 14. století byla Vadstena jednou ze zastávek na poutní cestě do Trondheimu a dále do Santiaga de Compostella. Sloužila kultu svatého Olafa a svaté Brigity Švédské.  
Město má tři historické dominanty. Stavbou, významnou pro celou historii Švédska, je Vadstenský klášter, který roku 1350 založila Brigita Švédská. Byl to první klášter řádu brigitek.  Při něm se rozrostla starší osada, které královna Markéta I. Dánská roku 1400 udělila městská práva, a následně byla postavena gotická radnice, provázaná s městskými hradbami, nejstarší dochovaná stavba tohoto účelu ve Švédsku.   
Třetí dominantní stavbou je vadstenský hrad, jeden z říšských hradů krále Gustava I. Vasy z období reformace, kdy náboženský význam kláštera upadal, až do jeho uzavření v roce 1595. Hrad byl postaven mezi léty 1545-560, byl vestavěn do městských hradeb, s nárožními středověkými bastiony a obehnán vodním příkopem. Přestavěn byl roku 1585, kdy sloužil jako rezidence Gustavova syna, knížete Magnuse. Patří mezi nejlépe dochované švédské renesanční hrady.
Staré město se rovněž dobře dochovalo. Ulice pěší zóny se nezměnily po celá staletí. středověkých staveb je kolem dvaceti, k nejstarším obytným stavbám ve Švédsku patří palác Jarla Birga a dům kožešníka Martena. V 16. století byl postaven špitál, v 19. století rozšířený a proměněný v ústav pro duševně nemocné pacienty, nyní je v nejstarší z budov zřízeno muzeum. Klášter slouží jako hotel.

## Doprava
Památná je tříkolejná úzkorozchodná železniční trať o rozchodu 891 mm, s nádražím ze 2. poloviny 19. století.

## Osobnosti
- Erik Acharius - švédský botanik, zemřel zde roku 1819
- Johannes Jørgensen (1866-1956) - dánský spisovatel, žil zde v letech 1938-1946

## Galerie

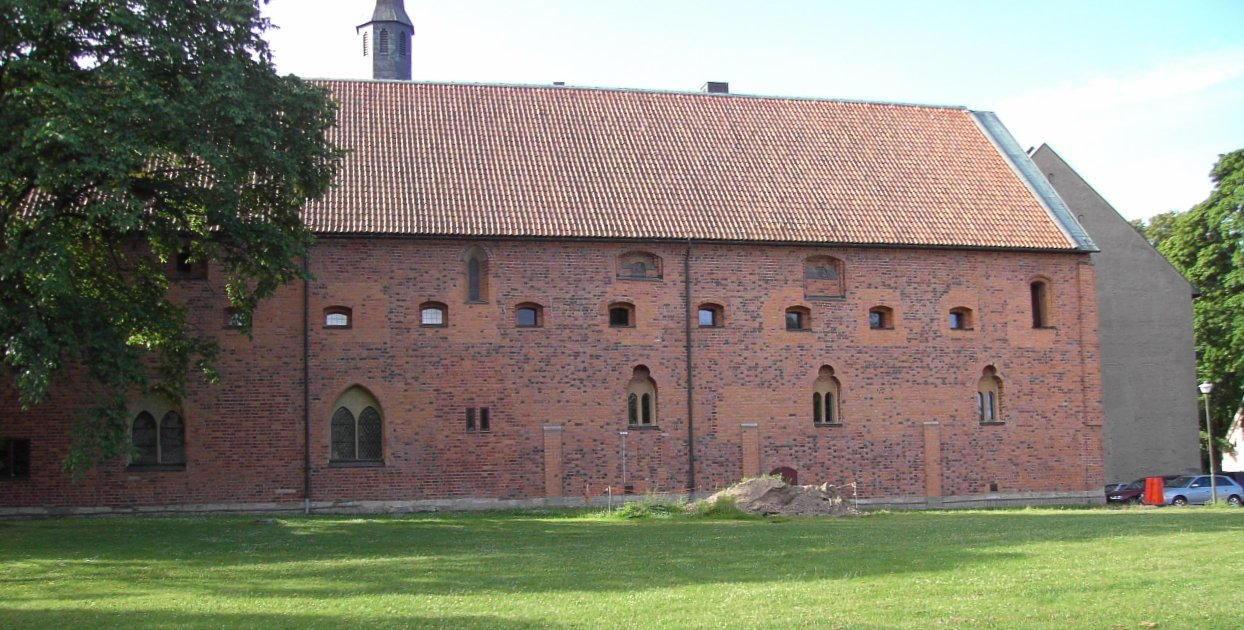
Palác Jarla Birga
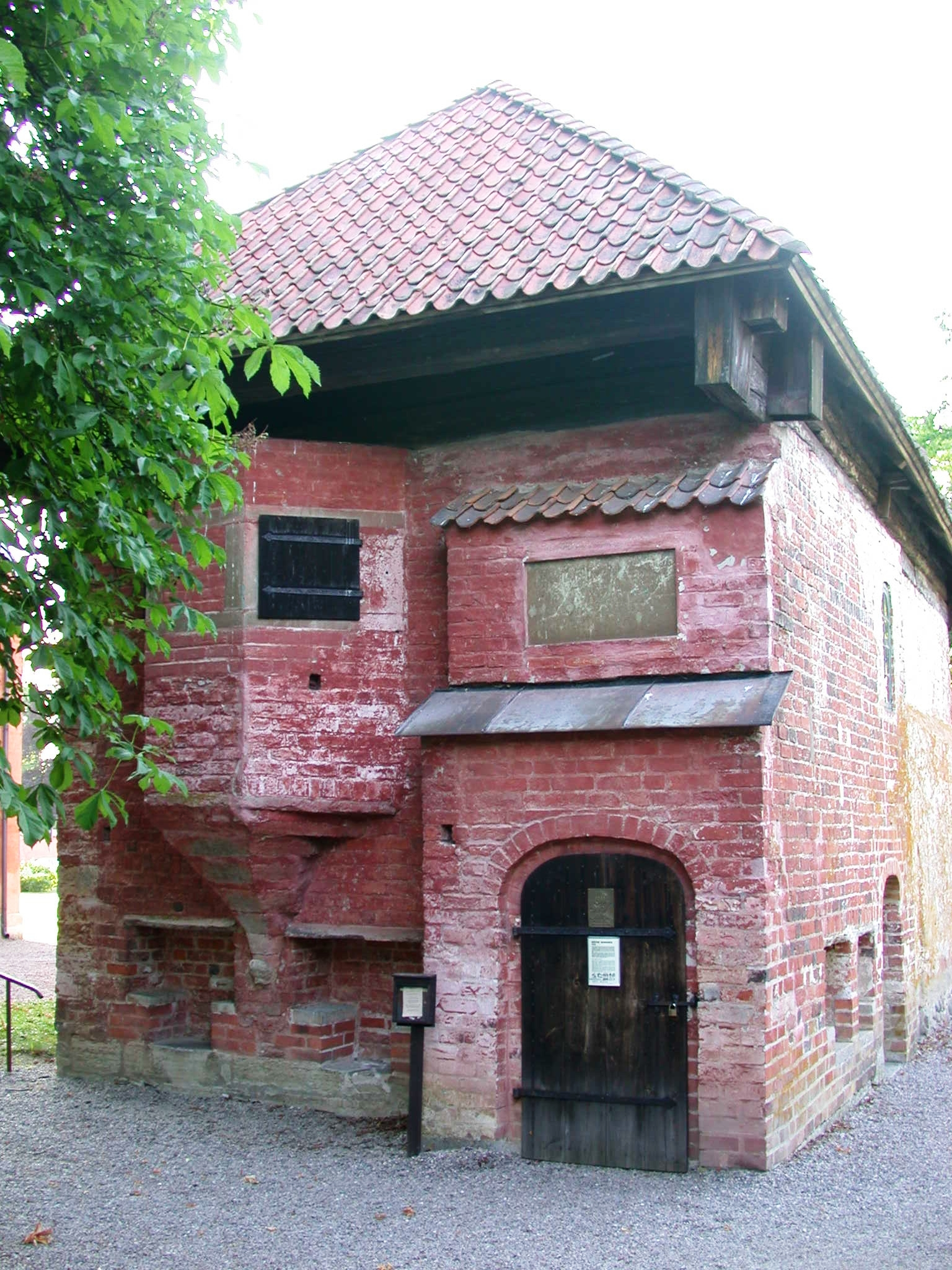
Dům kožešníka Mårtena
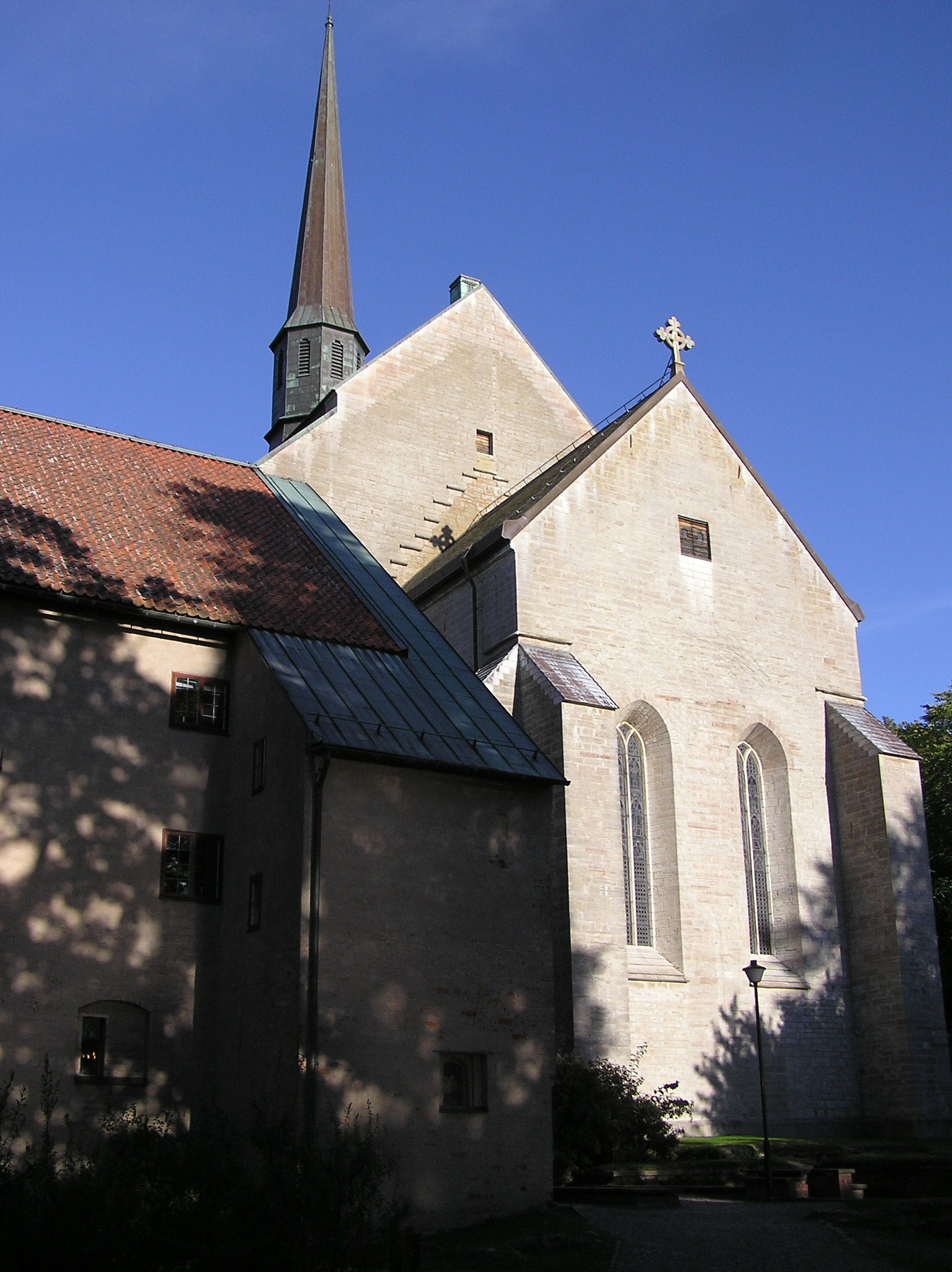
Klášterní kostel
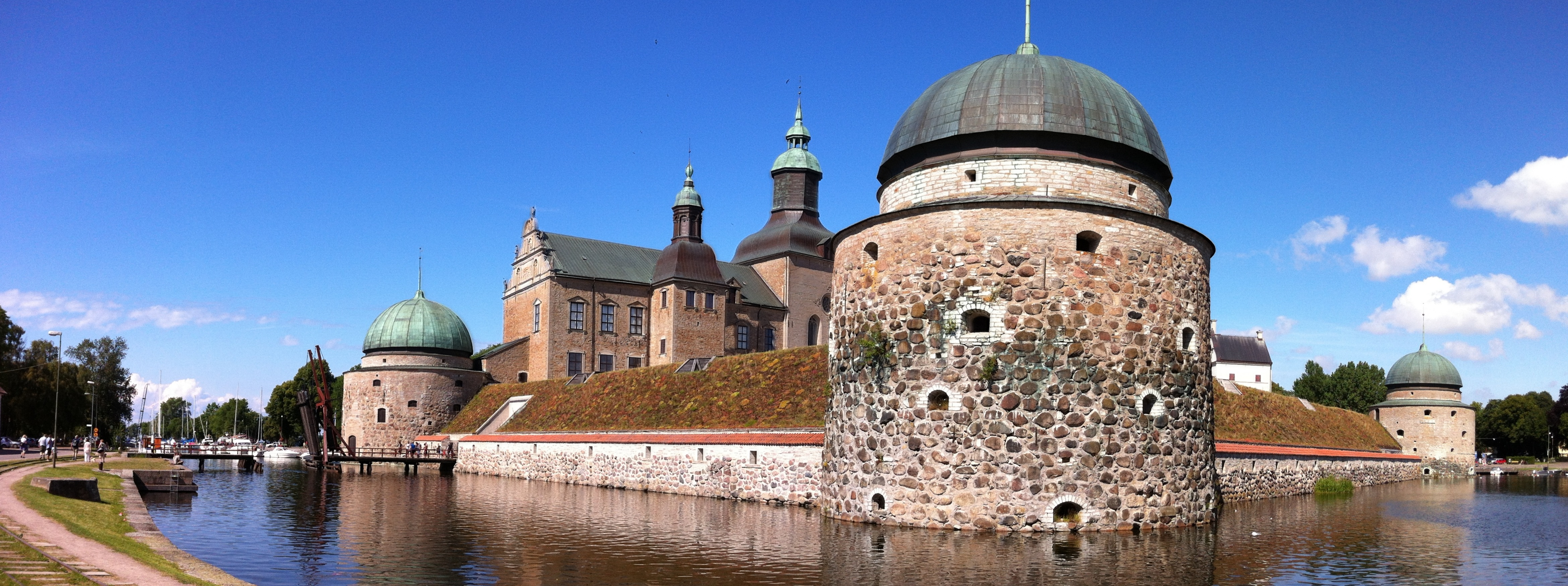
Středověký bastion opevnění
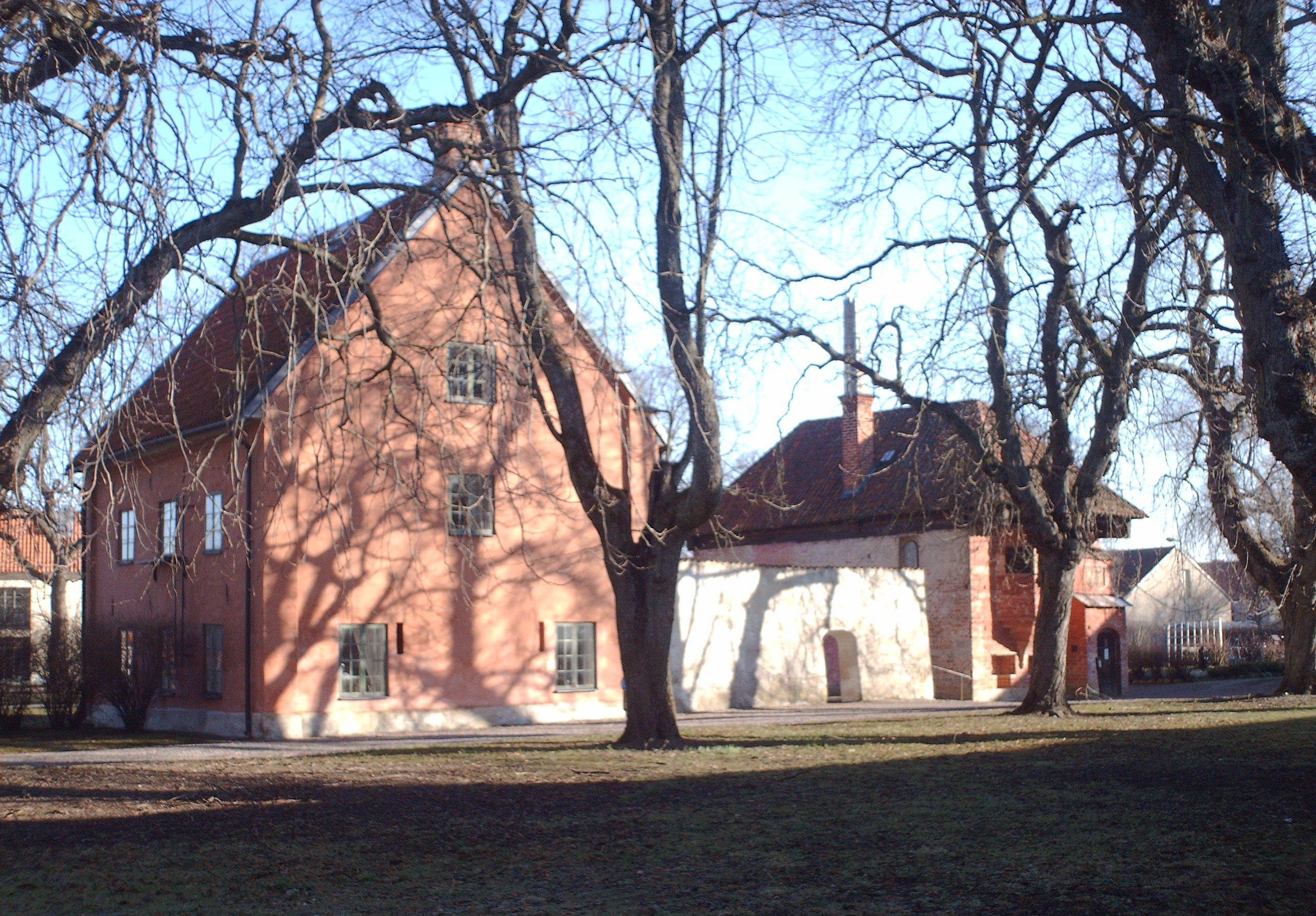
Špitál
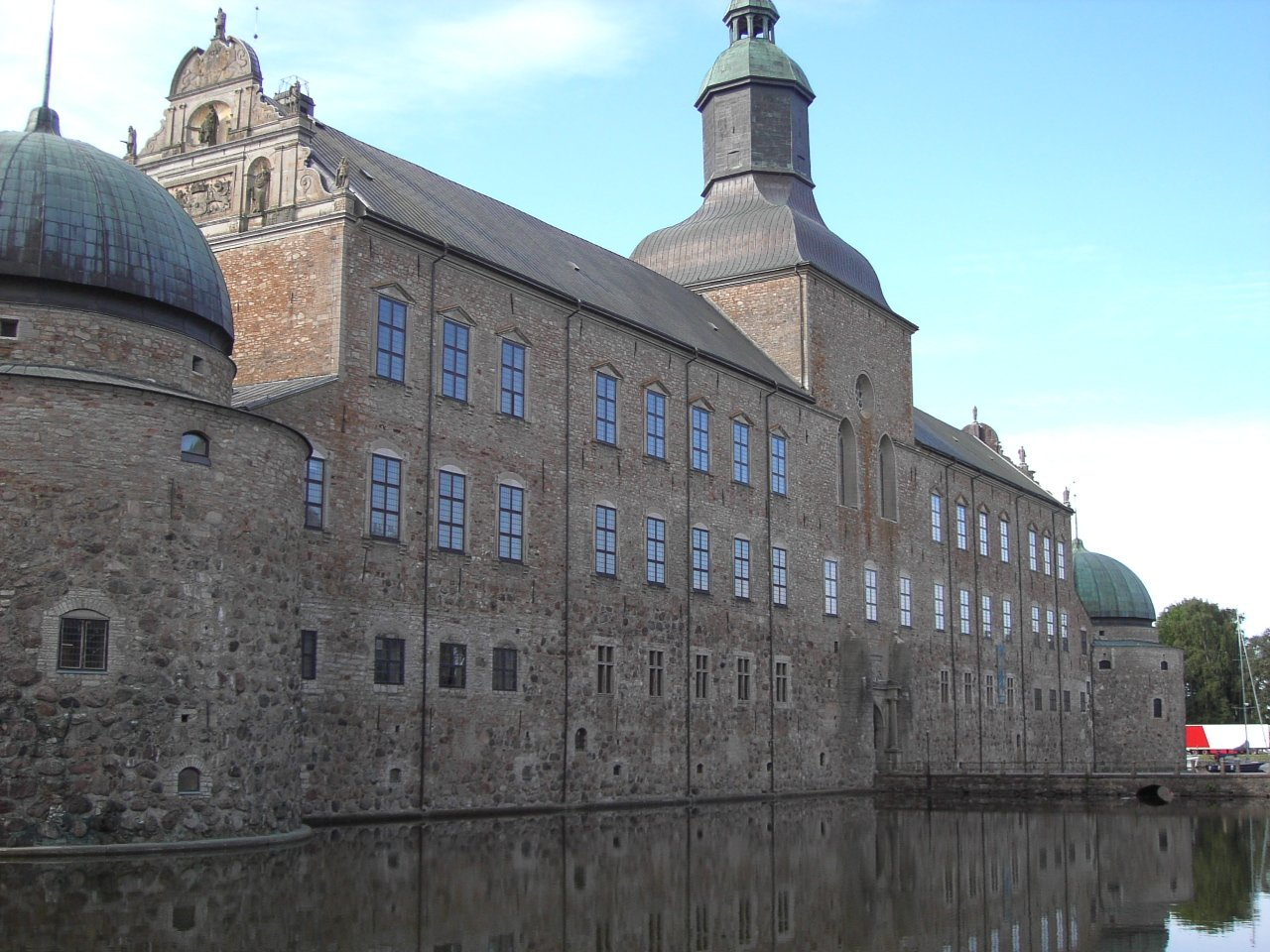
Renesanční hrad
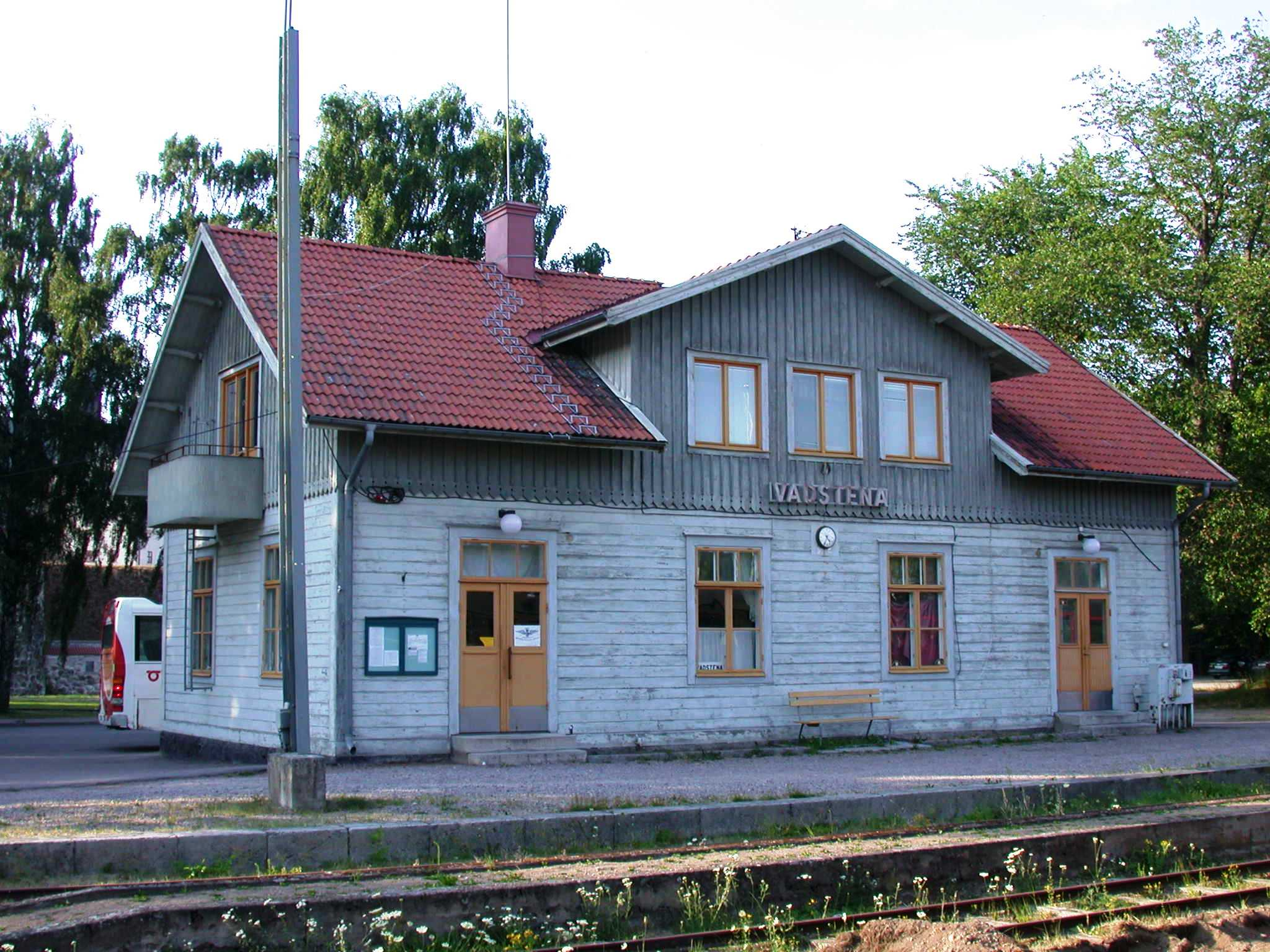
Nádraží